# Slowaaks voetbalelftal in 2002
Het Slowaaks voetbalelftal speelde negen interlands in het jaar 2002, waaronder twee duels in de kwalificatiereeks voor het EK voetbal 2004 in Portugal. De selectie stond onder leiding van bondscoach Ladislav Jurkemik, de opvolger van de eind 2001 opgestapte Jozef Adamec. Op de in 1993 geïntroduceerde FIFA-wereldranglijst zakte Slowakije in 2002 van de 47ste (januari 2002) naar de 55ste plaats (december 2002).

## Balans
| Wedstrijden | Wedstrijden | Wedstrijden | Wedstrijden | Doelpunten | Doelpunten | Doelpunten | Punten |
| Gespeeld    | Winst       | Gelijk      | Verlies     | Voor       | Tegen      | Saldo      | Punten |
| ----------- | ----------- | ----------- | ----------- | ---------- | ---------- | ---------- | ------ |
| 9           | 2           | 2           | 5           | 11         | 17         | –6         | 0.667  |

## Interlands
|                                                       |                                      |       |                                                   |                                                                                 |
| 6 februari Vriendschappelijk № 106 «onderlinge duels» | Iran                                 | 2 – 3 | Slowakije                                         | Azadi Stadion, Teheran Toeschouwers: 10.000 Scheidsrechter: Masoud Moradi (IRI) |
| 6 februari Vriendschappelijk № 106 «onderlinge duels» | Ali Karimi 19' Ali Karimi 80' (pen.) |       | 5' Ľuboš Reiter 25' Ľuboš Reiter 67' Marek Mintál | Azadi Stadion, Teheran Toeschouwers: 10.000 Scheidsrechter: Masoud Moradi (IRI) |

|                                                     |                                              |       |           |                                                                                               |
| 27 maart Vriendschappelijk № 107 «onderlinge duels» | Oostenrijk                                   | 2 – 0 | Slowakije | Arnold Schwarzenegger Stadion, Graz Toeschouwers: 9.100 Scheidsrechter: Edgar Steinborn (GER) |
| 27 maart Vriendschappelijk № 107 «onderlinge duels» | Ronald Brunmayr 64' Markus Weissenberger 78' |       |           | Arnold Schwarzenegger Stadion, Graz Toeschouwers: 9.100 Scheidsrechter: Edgar Steinborn (GER) |

|                                                     |               |       |                      |                                                                                        |
| 17 april Vriendschappelijk № 108 «onderlinge duels» | België        | 1 – 1 | Slowakije            | Koning Boudewijnstadion, Brussel Toeschouwers: 18.000 Scheidsrechter: Bruno Coué (FRA) |
| 17 april Vriendschappelijk № 108 «onderlinge duels» | Bart Goor 55' |       | 83' Vladimír Janočko | Koning Boudewijnstadion, Brussel Toeschouwers: 18.000 Scheidsrechter: Bruno Coué (FRA) |

|                                                     |                       |       |           |                                                                                         |
| 29 april Vriendschappelijk № 109 «onderlinge duels» | Japan                 | 1 – 0 | Slowakije | Yoyogi Nationaal Stadion, Tokio Toeschouwers: 55.144 Scheidsrechter: Jae Yong-Bae (KOR) |
| 29 april Vriendschappelijk № 109 «onderlinge duels» | Akinori Nishizawa 38' |       |           | Yoyogi Nationaal Stadion, Tokio Toeschouwers: 55.144 Scheidsrechter: Jae Yong-Bae (KOR) |

|                                                   |                                                                        |       |                      |                                                                               |
| 14 mei Vriendschappelijk № 110 «onderlinge duels» | Slowakije                                                              | 4 – 1 | Oezbekistan          | Štadión Tatran, Prešov Toeschouwers: 3.850 Scheidsrechter: Kjell Alseth (NOR) |
| 14 mei Vriendschappelijk № 110 «onderlinge duels» | Vratislav Greško 5' Jozef Kožlej 47' Jozef Kožlej 79' Marek Mintál 85' |       | 48' Zayniddin Tojiev | Štadión Tatran, Prešov Toeschouwers: 3.850 Scheidsrechter: Kjell Alseth (NOR) |

|                                                        |                                                                   |       |                    |                                                                                   |
| 21 augustus Vriendschappelijk № 111 «onderlinge duels» | Tsjechië                                                          | 4 – 1 | Slowakije          | Andrův stadion, Olomouc Toeschouwers: 11.986 Scheidsrechter: Giorgos Douros (GRE) |
| 21 augustus Vriendschappelijk № 111 «onderlinge duels» | Jan Koller 31' Jan Koller 64' Tomáš Rosický 70' Tomáš Rosický 78' |       | 16' Szilárd Németh | Andrův stadion, Olomouc Toeschouwers: 11.986 Scheidsrechter: Giorgos Douros (GRE) |

|                                                      |                                               |       |           |                                                                                               |
| 7 september EK-kwalificatie № 112 «onderlinge duels» | Turkije                                       | 3 – 0 | Slowakije | Ali Sami Yenstadion, Istanboel Toeschouwers: 18.000 Scheidsrechter: Antonio López Nieto (ESP) |
| 7 september EK-kwalificatie № 112 «onderlinge duels» | Serhat Akın 14' Arif Erdem 45' Arif Erdem 65' |       |           | Ali Sami Yenstadion, Istanboel Toeschouwers: 18.000 Scheidsrechter: Antonio López Nieto (ESP) |

|                                                               |                    |       |                                    |                                                                                      |
| 12 oktober EK-kwalificatie № 113 «onderlinge duels» 19:30 uur | Slowakije          | 1 – 2 | Engeland                           | Tehelné pole, Bratislava Toeschouwers: 27.000 Scheidsrechter: Domenico Messina (ITA) |
| 12 oktober EK-kwalificatie № 113 «onderlinge duels» 19:30 uur | Szilárd Németh 23' |       | 23' David Beckham 82' Michael Owen | Tehelné pole, Bratislava Toeschouwers: 27.000 Scheidsrechter: Domenico Messina (ITA) |

|                                                        |                            |       |                            |                                                                                                |
| 20 november Vriendschappelijk № 114 «onderlinge duels» | Slowakije                  | 1 – 1 | Oekraïne                   | Štadión Antona Malatinského, Trnava Toeschouwers: 2.859 Scheidsrechter: Zbigniew Marczyk (POL) |
| 20 november Vriendschappelijk № 114 «onderlinge duels» | Miroslav Karhan 64' (pen.) |       | 84' Oleksandr Melashchenko | Štadión Antona Malatinského, Trnava Toeschouwers: 2.859 Scheidsrechter: Zbigniew Marczyk (POL) |

## FIFA-wereldranglijst
| JAN | FEB | MAR | APR | MEI | JUN | JUL | AUG | SEP | OKT | NOV | DEC |
| --- | --- | --- | --- | --- | --- | --- | --- | --- | --- | --- | --- |
| 47  | 43  | 46  | 49  | 49  | 46  | 46  | 45  | 45  | 53  | 54  | 55  |

## Statistieken
| Juraj Bucek        | 1973-09-15 | Skoda Xanthi        | 4 | 0 | 0 | 10 | 0  |
| Kamil Čontofalský  | 1978-06-03 | Bohemians Praag     | 3 | 0 | 0 | 3  | 0  |
| Miroslav König     | 1972-06-01 | FC Zürich           | 1 | 0 | 0 | 30 | 0  |
| Miroslav Hýll      | 1973-09-20 | Inter Bratislava    | 1 | 0 | 0 | 6  | 0  |
| Branislav Rzeszoto | 1975-11-03 | FK Zlín             | 0 | 1 | 0 | 1  | 0  |
| Verdediging        |            |                     |   |   |   |    |    |
| Marek Špilár       | 1975-02-11 | Club Brugge         | 5 | 1 | 0 | 30 | 0  |
| Martin Petráš      | 1979-11-02 | AC Sparta Praag     | 5 | 0 | 0 | 5  | 0  |
| Vratislav Greško   | 1977-07-24 | Blackburn Rovers    | 4 | 0 | 1 | 16 | 1  |
| Vladimír Labant    | 1974-06-08 | AC Sparta Praag     | 4 | 0 | 0 | 13 | 0  |
| Roman Kratochvíl   | 1974-06-24 | Denizlispor         | 3 | 1 | 0 | 17 | 0  |
| Ivan Kozák         | 1970-06-18 | Union Berlin        | 3 | 0 | 0 | 38 | 0  |
| Marián Čišovský    | 1979-11-02 | Inter Bratislava    | 2 | 3 | 0 | 5  | 0  |
| Vladimír Leitner   | 1974-06-28 | FK Teplice          | 2 | 0 | 0 | 20 | 0  |
| Ondrej Debnár      | 1972-06-18 | MFK Ružomberok      | 1 | 1 | 0 | 2  | 0  |
| Maroš Klimpl       | 1980-07-04 | Viktoria Žižkov     | 1 | 1 | 0 | 2  | 0  |
| Milan Timko        | 1972-11-28 | Adanaspor           | 1 | 0 | 0 | 29 | 1  |
| Pavol Vavrik       | 1978-09-23 | Matador Púchov      | 1 | 0 | 0 | 1  | 0  |
| Marián Zeman       | 1974-07-07 | Vitesse Arnhem      | 1 | 0 | 0 | 25 | 2  |
| Michal Hanek       | 1980-09-18 | ZTS Dubnica         | 0 | 1 | 0 | 1  | 0  |
| Eduard Hrnčár      | 1978-07-08 | Slovan Bratislava   | 0 | 1 | 0 | 1  | 0  |
| Middenveld         |            |                     |   |   |   |    |    |
| Peter Dzúrik       | 1968-12-29 | Inter Bratislava    | 7 | 1 | 0 | 41 | 2  |
| Peter Hlinka       | 1978-12-05 | SW Bregenz          | 5 | 1 | 0 | 6  | 0  |
| Miroslav Karhan    | 1976-06-21 | VfL Wolfsburg       | 5 | 0 | 1 | 52 | 2  |
| Rastislav Michalík | 1974-01-14 | AC Sparta Praag     | 4 | 1 | 0 | 5  | 0  |
| Vladimír Janočko   | 1976-12-02 | Austria Wien        | 4 | 0 | 1 | 24 | 1  |
| Karol Kisel        | 1977-03-15 | Bohemians Praag     | 3 | 2 | 0 | 5  | 0  |
| Juraj Czinege      | 1977-10-29 | Elazığspor          | 3 | 1 | 0 | 4  | 0  |
| Attila Pinte       | 1971-06-06 | Panionios           | 2 | 0 | 0 | 26 | 1  |
| Ľubomír Talda      | 1976-06-13 | Matador Púchov      | 2 | 0 | 0 | 2  | 0  |
| Marek Mintál       | 1977-09-02 | MŠK Žilina          | 1 | 5 | 2 | 6  | 2  |
| Igor Demo          | 1975-09-18 | Borussia M'gladbach | 1 | 0 | 0 | 14 | 2  |
| Tomáš Gerich       | 1973-08-11 | Synot Stare Mesto   | 1 | 0 | 0 | 1  | 0  |
| Anton Soltís       | 1976-02-05 | Artmedia Petržalka  | 0 | 2 | 0 | 2  | 0  |
| Juraj Ančic        | 1981-07-12 | Slovan Liberec      | 0 | 1 | 0 | 1  | 0  |
| Ivan Hodúr         | 1979-10-07 | Slovan Liberec      | 0 | 1 | 0 | 1  | 0  |
| Aanval             |            |                     |   |   |   |    |    |
| Ľubomír Reiter     | 1974-12-03 | Sigma Olomouc       | 5 | 3 | 2 | 9  | 3  |
| Henrich Benčík     | 1978-10-14 | Denizlispor         | 4 | 1 | 0 | 9  | 0  |
| Róbert Vittek      | 1982-04-01 | Slovan Bratislava   | 4 | 1 | 0 | 11 | 1  |
| Szilárd Németh     | 1977-08-08 | Middlesbrough FC    | 3 | 1 | 2 | 32 | 12 |
| Jozef Kožlej       | 1973-07-08 | Olympiakos Nicosia  | 2 | 3 | 2 | 21 | 3  |
| Martin Fabuš       | 1976-11-11 | MŠK Žilina          | 0 | 4 | 0 | 24 | 5  |
| Mário Breška       | 1979-12-27 | Matador Púchov      | 0 | 1 | 0 | 1  | 0  |
| Ľubomír Meszároš   | 1979-03-23 | Elazığspor          | 0 | 1 | 0 | 8  | 1  |